# Miłosz Przybecki
Miłosz Przybecki (ur. 2 stycznia 1991 w Śremie) – polski piłkarz występujący na pozycji pomocnika w klubie Warta Śrem.

## Kariera
Miłosz Przybecki rozpoczynał swoją karierę w juniorskich sekcjach Asa Czempiń, Heliosa Czempiń i Promienia Opalenica. W 2009 roku przeszedł do czwartoligowego Sokoła Pniewy. Następnie przez dwa lata występował w Ruchu Radzionków, Polonii Warszawa, Zagłębiu Lubin, Pogoni Szczecin i w Ruchu Chorzów. Od 26 czerwca 2018 roku jest zawodnikiem Chojniczanki Chojnice. 5 lutego 2020 roku podpisał umowę z Resovią Rzeszów. 23 października tego samego roku, związał się rocznym kontaktem z Pogonią Siedlce. 30 czerwca 2022 roku jego umowa z siedlczanami wygasła.
23 lipca 2022 roku został zawodnikiem występującego w 5. lidze islandzkiej klubu Knattspyrnufelag Kopavogs.

## Statystyki kariery

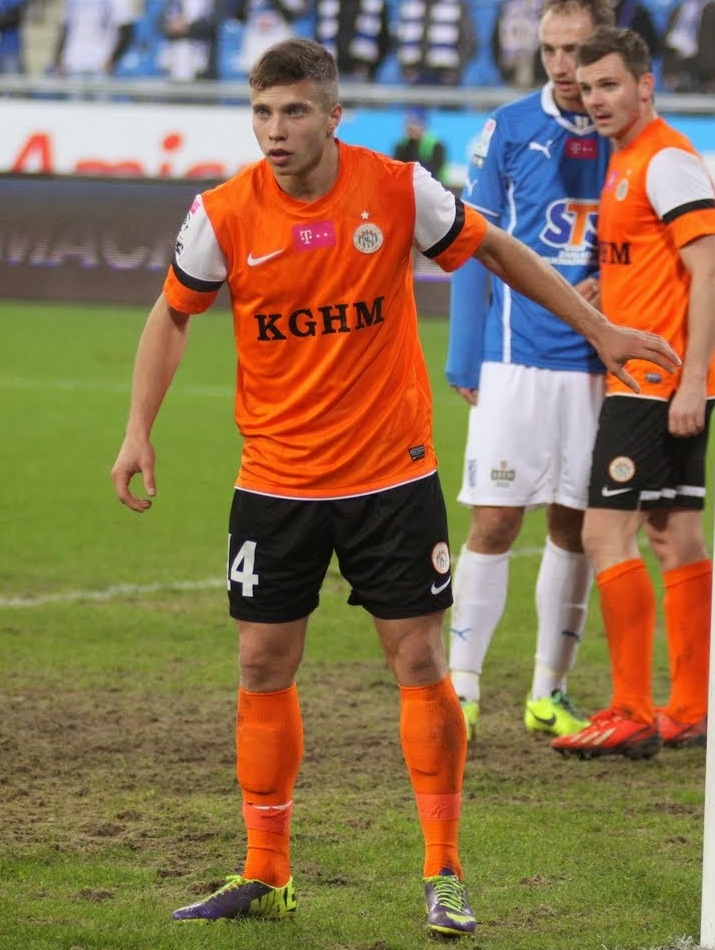
Miłosz Przybecki w barwach Zagłębia Lubin

Aktualne na 13 sierpnia 2017 roku
| Klub              | Sezon             | Liga              | Liga  | Liga   | Puchar Polski | Puchar Polski | Europa | Europa | Suma  | Suma   |
| Klub              | Sezon             | Liga              | Mecze | Bramki | Mecze         | Bramki        | Mecze  | Bramki | Mecze | Bramki |
| ----------------- | ----------------- | ----------------- | ----- | ------ | ------------- | ------------- | ------ | ------ | ----- | ------ |
| Ruch Radzionków   | 2009/10           | II liga           | 7     | 2      | 0             | 0             | –      | –      | 7     | 2      |
| Ruch Radzionków   | 2010/11           | I liga            | 25    | 3      | 1             | 0             | –      | –      | 26    | 3      |
| Polonia Warszawa  | 2011/12           | Ekstraklasa       | 2     | 0      | 2             | 0             | –      | –      | 4     | 0      |
| Polonia Warszawa  | 2012/13           | Ekstraklasa       | 16    | 3      | 0             | 0             | –      | –      | 16    | 3      |
| Zagłębie Lubin    | 2013/14           | Ekstraklasa       | 22    | 5      | 2             | 0             | –      | –      | 24    | 5      |
| Zagłębie Lubin    | 2014/15           | I liga            | 24    | 0      | 2             | 0             | –      | –      | 26    | 0      |
| Pogoń Szczecin    | 2015/16           | Ekstraklasa       | 30    | 1      | 1             | 0             | –      | –      | 31    | 1      |
| Ruch Chorzów      | 2016/17           | Ekstraklasa       | 25    | 1      | 2             | 0             | –      | –      | 27    | 1      |
| Ruch Chorzów      | 2017/18           | I liga            | 24    | 2      | 0             | 0             | –      | –      | 3     | 1      |
| Ogółem w karierze | Ogółem w karierze | Ogółem w karierze | 172   | 16     | 10            | 0             | 0      | 0      | 182   | 16     |